# Утимура Кандзо
Утимура Кандзо (яп. 内村鑑三 26 марта 1861, Эдо (ныне Токио)—28 марта 1930, там же) — японский писатель, эссеист, издатель, евангелический проповедник и наставник японских христиан периода Мэйдзи и Тайсё, директор первой высшей школы. Основатель Нецерковного движения (無教会, Mukyōkai) в Японии, одного из первых коренных японских христианских движений.

## Биография
Сын самурая. В 14-летнем возрасте стал изучать английский язык. Обучался в Школе иностранных языков, затем в Токийском императорском университете. Продолжил учёбу в сельскохозяйственной школе в Саппоро (Университет Хоккайдо), основанной в 1876 году Уильямом Смитом Кларком.
Во время учёбы в Саппоро принял крещение по христианскому обряду. После окончания сельскохозяйственной школы в Саппоро в 1881 году Утимура работал там же в течение трёх лет, затем уехал в Америку с целью изучения методов опеки над умственно неполноценными детьми, применяемых в Пенсильвании, где решил посвятить себя проповедованию христианства в Японии.
Окончил Амхёрстский колледж (1887), через год вернулся на родину. В Японии ему не удалось найти учебного заведения, где он мог бы применить на практике полученные педагогические знания.
После возвращения в Японию убеждения привели его к конфликту с большинством слоёв общества. В 1890 году он стал учителем в государственной школе, но в следующем году вызвал бурю негодования, поставив под сомнение божественность императора, отказавшись поклониться его изображению, когда был представлен в императорский департамент по образованию. В результате по всей стране возникли разногласия по поводу лояльности христиан, что привело к его отставке со своего поста.
После нескольких лет поисков применения своего опыта он занялся литературным творчеством и публицистикой.
В 1895 стал сотрудничать с редакцией еженедельника Yorozu Chōhō. В 1897 году стал издателем этой популярной газеты. В 1898 году основал и стал издавать журнал Tokyo Independent, а с 1900 года еженедельник Seisho-no kenkyū («Библейские исследования»), который он продолжал публиковать до своей смерти в 1930 году.
Читал лекции на библейские темы в бедных районах Токио.

## Творчество
Утимура Кандзо — автор 30 книг, в том числе трёх автобиографий: Kirisuto shinto-no nagusame (1893; «Утешения христианина»), Kyūanroku (1893; «Ищу спокойствия в мире») и «Почему я стал христианином?» (яп. 余は如何にして基督信徒となりし乎 ё ва ика ни ситэ Кирисуто синто то нариси ка) (1895), в которой уделено много внимания его обращению в христианство, и которая оказала большое влияние на японскую молодёжь, на многих писателей и интеллектуальных лидеров современной Японии.
Написал ряд эссе о христианстве и пацифизме. В своих трудах по вопросам христианства подчёркивал особую важность Библии и индивидуального сознания и отрицал необходимость роли церкви или таинств. Его религиозное свободомыслие обратило на себя внимание и привело к созданию вокруг него групп молодых людей.
Полное собрание сочинений Утимура Кандзо были переведены и опубликованы на английском и немецком языках в семи томах (1971—1973).

## Сочинения
- Uchimura, Kanzo (1894), Japan and the Japanese: essays., Tokyo: Min'yūsha
  - Uchimura, Kanzo (2005) [1894], Japan and the Japanese: Essays. (Paperback ed.), Adamant Media Corporation, ISBN 0-543-85116-8
  - Uchimura, Kanzo (2011) [1894], Japan and the Japanese. Essays. (Historical Print ed.), British Library, ISBN 978-1-241-18626-5
- Uchimura, Kanzo (1895), How I became a Christian: out of my diary, by a"Heathen Convert"., Tokyo: Keiseisha
  - Uchimura, Kanzo (2009) [1895], How I became a Christian: out of my diary (Paperback ed.), Cornell University Library, ISBN 978-1-4297-7881-7
- Uchimura, Kanzo (2009), The Diary of a Japanese Convert (Paperback ed.), United Kingdom: Dodo Press, ISBN 978-1-4099-6172-7
  - Uchimura, Kanzo (2011), The Diary of a Japanese Convert, with a Foreword by T. S. Wentworth (Paperback ed.), Primary Sources, Historical Collections, ISBN 978-1-241-07858-4
  - Uchimura, Kanzo (2012), The Diary of a Japanese Convert (Paperback ed.), Ulan Press, ASIN B009UCKH52
- Uchimura, Kanzo (1908), Representative men of Japan: essays., Tokyo: Keiseisha
  - Uchimura, Kanzo (2002) [1908], Representative Men of Japan: Essays (Paperback ed.), Kodansha, ISBN 978-4-7700-2928-7 Japanese/English; new English translation: Kazuo Inamori
  - Uchimura, Kanzo (2011) [1908], Representative Men of Japan; Essays (Paperback ed.), Nabu Press, ISBN 978-1-246-88464-7
  - Uchimura, Kanzo (2012) [1908], Representative Men of Japan: Essays, Classic Reprint (Paperback ed.), Forgotten Books, ASIN B008XBO7XY
  - Uchimura, Kanzo (2012) [1908], Representative Men of Japan; Essays (Paperback ed.), Ulan Press, ASIN B00AWGT7U6